# Italské království (744–962)
Italské království (latinsky Regnum Italiae nebo Regnum Italicum, italsky Regno d'Italia) byl v letech 744–962 státní útvar zahrnující většinu Apeninského poloostrova (Benevento přijalo lenní svazky). Výjimku tvořil Papežský stát, včetně Romagne a Pentapole, dále Benátsko a jih poloostrova, který ovládala Byzanc. Po dělení Franské říše roku 843 bylo Italské království součástí středního údělu, roku 855 byla říše dělena podruhé smlouvou z Prümu a Itálie připadla Ludvíku II., což učinilo království samostatným, po roce 880 ho ovládl Karel III. (abdikoval 887). Roku 962 se stalo součástí Svaté říše římské.

## Dějiny

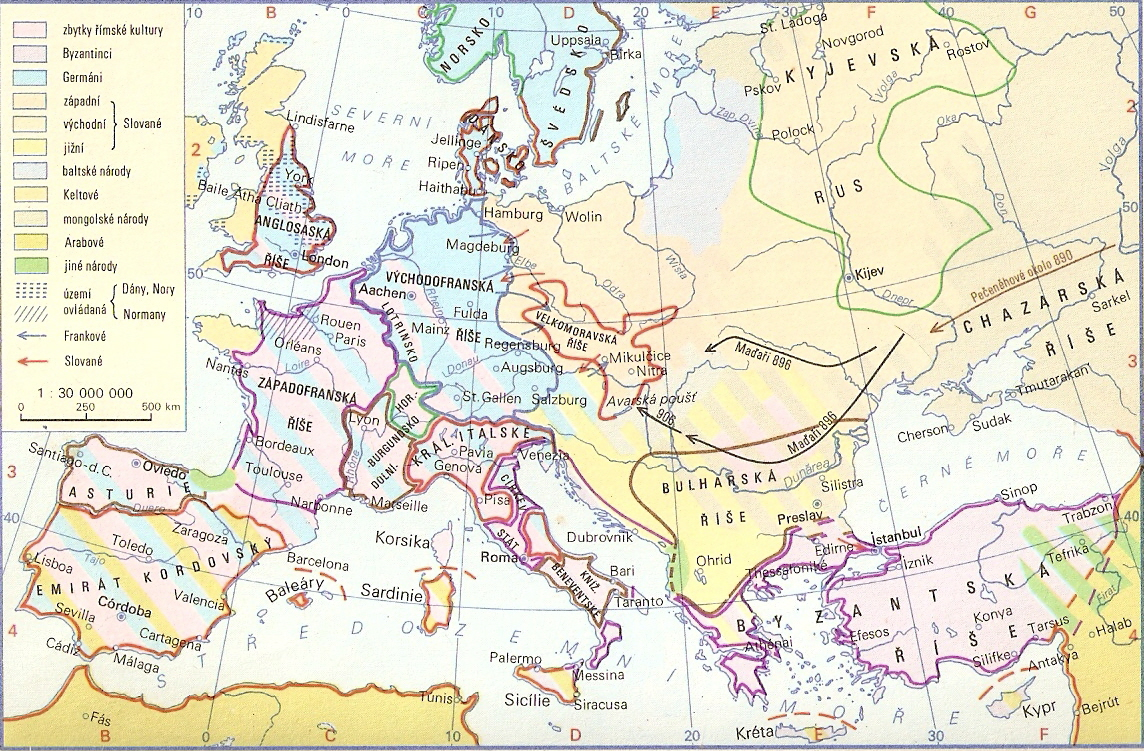
Evropa v 9. a na počátku 10. století

Království v době panování Lothara II.

Středověké italské království je historický státní útvar vytvořený Karlem Velikým po dobytí Langobardského království. Karel sám se nechal sice korunovat langobardskou korunou, ale svého syna Pipina prohlásil roku 781 „králem Itálie“. V nastalém zápasu vévodů z Friaulu a Spoleta, do něhož zasahovaly cizí vlivy i vpády Maďarů a Arabů, Italské království značně mocensky zesláblo a za výbojů Ottonů v důsledku toho přijalo lenní vztah k římsko-německé říši, když zároveň došlo i k odtržení Friaulu.

## Seznam panovníků

### Dynastie Karlovců
(pozn. * = zároveň císař)
- 774–814 *) Karel Veliký

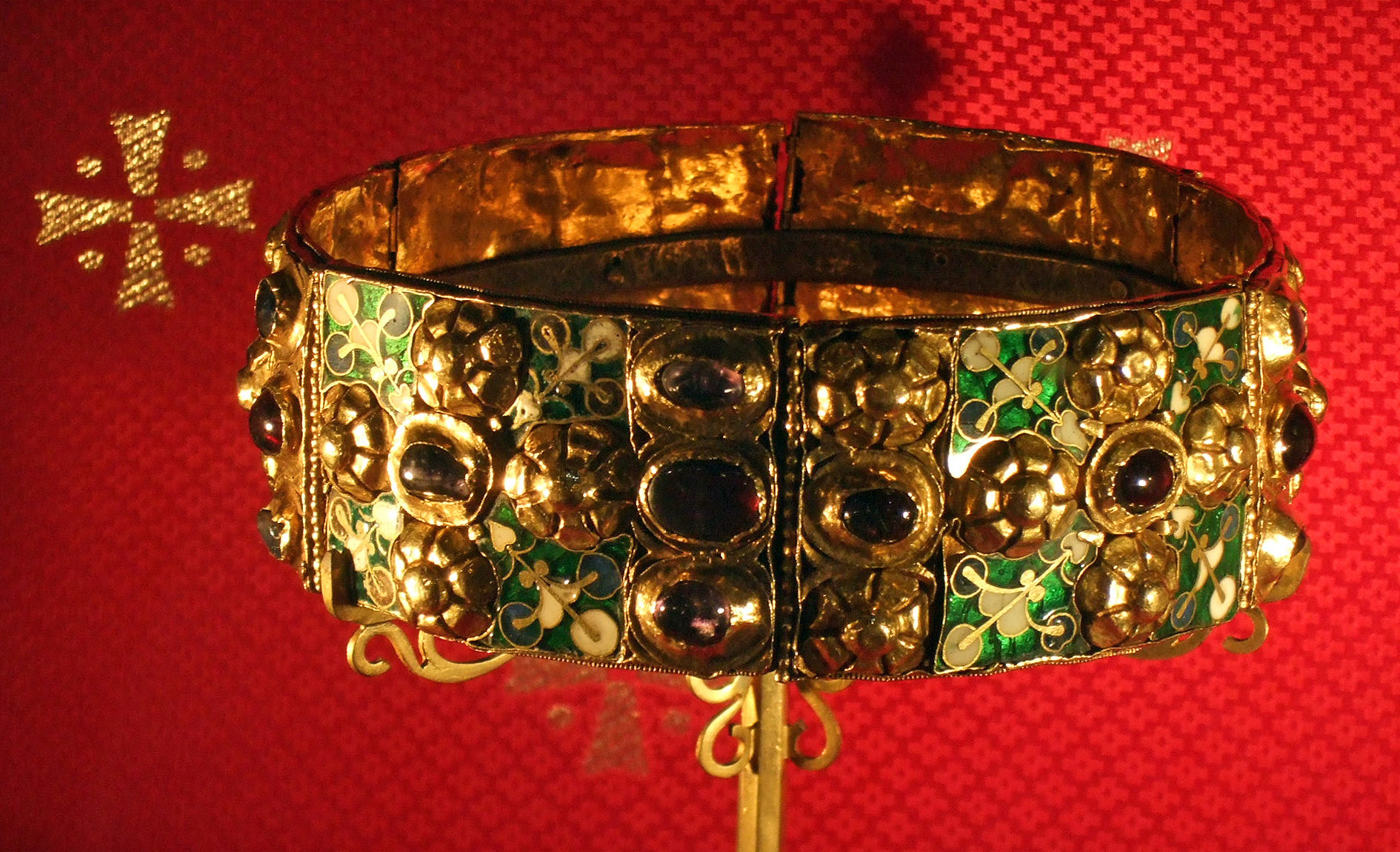
Lombardská koruna v katedrále v Monze

- 781–810 Pipin Italský, spoluvládce
- 814–817 Bernard, od 813 spoluvládce
- 817–840 *) Ludvík Pobožný
- 840–855 *) Lothar I., od 818 spoluvládce
- 855–875 *) Ludvík II., od 840 spoluvládce
- 875–876 *) Karel II.
- 876–880 Karloman
- 879–887 *) Karel III. Tlustý (konec dynastie)

### Italští králové po Karlovcích
- 888–924 *) Berengar I., od 916 císař
- 894–896 Arnulf
- 889–894 Guido (Wido), vévoda ze Spoleta (vzdorokrál, 891 korunován císařem)
- 894–897 *) Lambert, vévoda ze Spoleta
- 894–898 Ludvík z Provence (vzdorokrál, korunován 892)
- 900–905 *) Ludvík III. Slepý, od 901 císař
- 922–934 Rudolf II. Burgundský (vzdorokrál)
- 926–945 Hugo z Arlés (Provence)
- 926–931 Eberhart Bavorský
- 945–950 Lothar II. z Provence (od 931 spoluvládce)
- 945–964 Berengar II.
- 950–964 Adalbert II. Ivrejský (spoluvládce)